# Regina Pessoa
Regina Maria Póvoa Pessoa Martins (Coimbra, 16 de Dezembro de 1969) é uma realizadora de animação portuguesa. É membro da Academia de Artes e Ciências Cinematográficas de Hollywood e vencedora de diversos prémios de animação internacionais como o Annie Awards e o Anima Mundi.
O seu filme Kali, o Pequeno Vampiro foi considerado Património Mundial pela UNESCO.

## Percurso
Regina viveu até aos 17 anos numa aldeia perto de Coimbra, e a ausência de televisão fez com que dedicasse o seu tempo livre a ler, a ouvir os mais velhos contar histórias e a desenhar com o  tio, nas paredes e portas de casa da avó com carvão. Mudou-se para o Porto para estudar artes e licenciou-se em Pintura na Escola Superior de Belas Artes do Porto em 1998. Ainda durante a licenciatura frequentou vários ateliers de animação e participou no Espace Projets (Annecy), em 1995, com A Noite, filme que seria concluído em 1999.
Em 1992, começou a trabalhar no Filmógrafo - Estúdio de Cinema de Animação do Porto, onde colaborou como animadora em vários filmes de Abi Feijó, nomeadamente Os Salteadores, Clandestino e Fado Lusitano.  
A sua curta-metragem História Trágica com Final Feliz é o filme português mais premiado de sempre, tendo obtido mais de 35 prémios. 
A curta Tio Tomás, A Contabilidade dos Dias recebeu aclamação internacional em 2019, tendo conquistado inclusivamente o Annie Awards para melhor Curta Metragem de Animação.
Fundou com Abi Feijó a Casa-Museu de Vilar (Lousada) em 2014, onde se encontra reunido o espólio de ambos e também o seu estúdio de animação. 
Regina realizou em 2012 Kali, o Pequeno Vampiro que integra a sua trilogia sobre a infância e que foi considerado Património Cultural Mundial pela Organização das Nações Unidas para Educação, Ciência e Cultura (UNESCO). 
A partir de 2018 passou a fazer parte da Academia de Artes e Ciências Cinematográficas de Hollywood. 
Em 2020, foi homenageada pela Solar-Galeria de Arte Cinematográfica na 15ª edição da ANIMAR.
O seu nome encontra-se em terceiro lugar, na lista dos 50 melhores filmes de animação dos últimos 25 anos, compilada pelo Animac - Festival Internacional de Cinema de Animação da Catalunha em 2021. 

## Prêmios e reconhecimento
Regina tem sido premiada em vários festivais:
A Noite, foi premiado com vários prémios, nomeadamente: 
- 1999 - Recebeu o Prémio de Melhor o Jovem Realizador e uma Menção Honrosa na categoria B (Category B - 6 to 13 Minutes) no festival Cinanima [17][18]
- 2000 - Menção Honrosa do Júri Jovem no Filmfest Dresden - International Festival for Animation and Short Films [19][17]
- 2000 - Prémio Onda Curta no festival Fantasporto [17][20]

História Trágica com Final Feliz, entre as dezenas de prémios encontram-se: 
- 2001 - Recebeu 3 prémios no Espace projets, no Festival de Cinema de Animação de Annecy: Prize SACD, Prize ARTE, Prize GTS [22][23]

- 2005 - Galardoada com 4 prémios no festival CINANIMA: Prémio Cidade de Espinho e Alves Costa, Prémio Especial do Júri, Melhor Filme Português e Prémio da Critica [24][23]
- 2006 - Grande Prémio Cristal  no Festival de Cinema de Animação de Annecy, França [25][26]
- 2006 -  Melhor Filme de Animação no festival Caminhos do Cinema Português, Portugal [21][27]
- 2006 - Prix à la Qualité do CNC [28]
- 2006 - Grande Prémio na categoria de curtas-metragens no Seoul International Cartoon & Animation Festival (SICAF), Coreia do Sul [28][29]
- 2006 - Nomeada para o Cartoon D’Or’2006  do Forum Cartoon [21]
- 2006 - Prémio Especial do Júri no Hiroshima International Animation Festival, Japão [21][30]
- 2006 - Menção honrosa no Tallinn Black Nights Film Festival [21][31]
- 2006 - Menção Honrosa do Júri – Festival de Cinema Luso-Brasileiro de Santa Maria da Feira, Portugal [32]
- 2006 - Prémio de Melhor Animação no Interfilm Festival em Berlim [33][30]
- 2006 - Melhor curta Metragem de Animação, no International Young Filmmakers Festival de Granada, Espanha [30]
- 2006 - Prémio Especial do Júri, no  Anifest emTrebon, República Checa
- 2006 - Menção Honrosa: Artes, no Columbus International Film and Video Festival, Estados Unidos [30]
- 2006 - Primeiro Prémio no, Festival de Curtas Metragens do Hospital Júlio de Matos [34]
- 2006 - Menção Honrosa – Montecatini International Short Film Festival
- 2006 - Menção Honrosa do Júri, no Animated Dreams, Estónia [34]
- 2006 - Menção Honrosa, no Montecatini International Short Film Festival
- 2006 - Screening Award – Melbourne [34]
- 2006 - Prémio do Público no festival Ovarvídeo, Portugal
- 2006 - Tatu de Prata, na Jornada de Cinema da Bahia, Brasil [34]
- 2006 - Menção Especial no L’Alternativa’06, Espanha [35]
- 2006 - Menção Especial no Curta Cinema’06, Brasil
- 2006 - Prémio Especial – CICDAF’06 - China
- 2006 - Terceiro Prémio, na AniMadrid, Espanha [36]
- 2006 - No festival Silhouettes: Prémio do Público e Menção Honrosa do Júri e do Júri Júnior [37]
- 2006 - Grand Prix , no Mecal - Festival Internacional De Cortometrajes Y Animación De Barcelona (Espanha)
- 2007 - Prémio de Melhor Filme de Animação no FIKE - Festival Internacional de Curtas-metragens de Évora

- 2007 - Grande Prémio do Júri – South by Southwest Film Festival, Estados Unidos [38][39]
- 2007 - Vencedora da 4ª edição do Tricky Women Award 2007 [40]
- 2007 - Prémio Melhor Animação no Lutins du Court-Métrage [25]
- 2007 - Nomeado para Melhor Curta de Animação nos Genie Awards [41]

- 2007 - Prémio FRIPESCI, no Balkanima -Festival Europeu do Filme de Animação, Sérvia [42]

Kali, o Pequeno Vampiro, foi distinguido com: 
- 2012 - Prémio Onda Curta e Menção Especial no festival IndieLisboa [44][45]

- 2012 - Prémio Hiroshima, no Festival de Cinema de Animação de Hiroshima (Japão) [46]

- 2013 - Melhor curta-metragem no Festival de São Francisco (Estados Unidos) [47]

- 2013 - Prémio Especial do Júri no festival Aspen Shortsfest [48]

- 2013 - Prémio Sophia para Melhor Curta-Metragem [49]

- 2014 - A UNESCO declarou-o património cultural internacional [4]

Tio Tomás, a contabilidade dos dias, foi premiado com:
- 2019 - Prémio do Júri e de Melhor Música Original para curta-metragem no Festival de Cinema de Animação de Annecy [50]

- 2019 - Grande Prémio do Festival Internacional de Animação do Brasil – Anima Mundi, ganhou também de Melhor Design de Som [2]
- 2020 - Grande Prémio SPA/Vasco Granja 2020, repartido com Purpleboy de Alexandre Siqueira [51]

- 2020 - Prémio de Excelência no Festival de Cinema de Animação de Tóquio (Japão) [52] [1]
- 2020 - Prémio de Melhor Curta-Metragem dos Prémios Annie (Estados Unidos da América) [53]
- 2020 - Normand Roger, recebeu o Prémio de Melhor Banda Sonora no 26º Festival Ibérico de Cinema - Curta-metragens [54]
- 2020 - Menção Honrosa do Júri no ANIFILM - International Festival of Animated Films, Liberec (República Checa) [55]

Em 2022 foi vencedora do Prémio Bárbara Virginia atribuído pela Academia Portuguesa de Cinema.

## Filmografia
- 1996 - Ciclo Vicioso, 23seg., Betacam (campanha para a GlaxoWellcome, contra os malefícios do tabaco) - co-realizado com Abi Feijó e Pedro Serrazina
- 1998 - Estrelas de Natal, 40seg., Betacam (para a RTP) - co-realizado com Abi Feijó
- 1999 - A Noite (curta-metragem com 6min 35seg., 35mm) [57][18]
- 2001- Odisseia nas Imagens (curta-metragem com 25seg., 35mm), genérico de abertura do Festival
- 2005 - História Trágica com Final Feliz, (curta-metragem com 7min 46seg) [58][59]
- 2012 - Kali, o Pequeno Vampiro [44][60]
- 2019 - Tio Tomás, a contabilidade dos dias [61]